# Johann Michael Schröder
Johann Michael Schröder (* 12. November 1937 in Hamburg) ist ein deutscher Mediziner und emeritierter Professor für Neuropathologie am Universitätsklinikum der Rheinisch-Westfälischen Technischen Hochschule Aachen. Schwerpunkte seiner Arbeit sind die Erforschung und Diagnostik neuromuskulärer Krankheiten, speziell mit licht- und elektronenmikroskopischen sowie immunhistochemischen und molekulargenetischen Methoden.

## Leben
Nach dem Abitur 1956 am Christianeum in Hamburg-Othmarschen studierte Schröder Humanmedizin in Freiburg im Breisgau, München, Wien und wieder München, wo er das Staatsexamen ablegte und 1962 zum Thema „Die Lokalisation der Ammonshornsklerose im arteriellen Grenzgebiet“ promovierte. Danach arbeitete er erst als Medizinalassistent in Berlin und Köln sowie – nach der Approbation als Arzt 1964 – als Wissenschaftlicher Assistent am Max-Planck-Institut für Hirnforschung in Köln-Merheim.
1965 leistete Schröder seinen Wehrdienst als Restant bei der Bundeswehr: Nach einem Monat Grundausbildung diente er erst für fünf Monate als Stabsarzt im Bundeswehrzentralkrankenhaus Koblenz, danach für einen weiteren Monat freiwillig. 1968 wurde er in die Reserve eingeteilt.
1965/6 spezialisierte er sich als Research Fellow am Massachusetts General Hospital in Boston, USA, auf elektronenmikroskopische Untersuchungen insbesondere des peripheren Nervensystems und der Muskulatur, die er 1966–1974 am Max-Planck-Institut für Hirnforschung, Neuropathologische Abteilung, Frankfurt/Main, fortsetzte. 1970 habilitierte er sich für das Fach Neuropathologie am assoziierten Ludwig Edinger-Institut der Johann Wolfgang Goethe-Universität Frankfurt am Main.
Dem ersten Ruf an eine Universität folgte Schröder 1974 als Professor auf Lebenszeit und Vorsteher der Abteilung für Neuropathologie an der Johannes Gutenberg-Universität Mainz, dem zweiten Ruf 1981 auf den Lehrstuhl für Neuropathologie an der RWTH Aachen.
Hier etablierte Schröder jeweils eine neuromuskuläre Arbeitsgruppe mit dem Schwerpunkt Elektronenmikroskopie, die es in Deutschland bis dahin nicht gab und 1983 dazu führte, dass er als erster zum Leiter des neu gegründeten Neuromuskulären Referenzzentrums bei der Deutschen Gesellschaft für Neuropathologie und Neuroanatomie (DGNN; 1983–2004) und zum Mitglied des Executive Committee of the Research Group of Neuromuscular Diseases of the World Federation of Neurology gewählt wurde.
1985 betrieb er als Vorsitzender der DGNN zum ersten Mal erfolgreich die Einführung der Gebietsbezeichnung Neuropathologie (Arzt für Neuropathologie) bei der Bundesärztekammer.
Von 1965 bis 2004 erfolgte der Aufbau einer relationalen Datenbank von mehr als 8000 Nerven- und 12000 Muskelbiopsien, wobei ab 1998 erstmals diagnostische DNA-Analysen mit Gensequenzierung an archivierten, eingebettete Nerven- und Muskelbiopsien gelangen. Diese führten zur Erstbeschreibung mehrerer Mutationen und Gene als Ursache neuromuskulärer Krankheiten.
2003 stiftete Schröder den Theodor-Schwann-Preis der DGNN.